# Anne Rose Katz

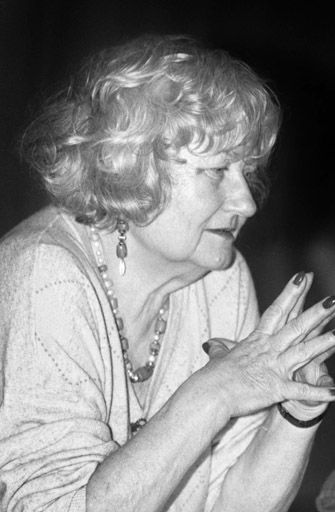
Anne Rose Katz, 1992

Anne Rose Katz (* 9. August 1923 in Schönebeck (Elbe); † 31. Dezember 2011) war eine deutsche Journalistin, Schriftstellerin und Drehbuchautorin.

## Leben
Anne Rose Katz studierte Theaterwissenschaft, Kunstgeschichte und Germanistik.  Für die Süddeutsche Zeitung schrieb sie seit 1957, als erste in Deutschland, Fernsehkritiken und wurde eine profilierte Kritikerin auf diesem Gebiet.  Sie verfasste Bühnenstücke sowie Operntexte und produzierte Tanztheater.
1960 erschien ihr Buch Wer einmal vor dem Bildschirm sass. 1963 gab sie das Buch Vierzehn Mutmassungen über das Fernsehen – Beiträge zu einem aktuellen Thema heraus. Im Jahr 1989 veröffentlichte Katz die Satire Der deutsche Mann, es folgten 1991 mit Lachend flieg ich davon eine Sammlung erotischer Gedichte und 1995 die Autobiographie Die Freiheit der späten Jahre. 1997 erschien ihr Buch Palaver! Lob der freien Rede. 
Katz verfasste Drehbücher für mehrere Fernsehproduktionen, darunter für die Folge Die Postanweisung aus der Fernsehserie Das Kriminalmuseum (zusammen mit Fritz Böttger) sowie die Fernsehfilme Dr. Margarete Johnsohn und Die Geschichte vom guten alten Herrn und dem schönen Mädchen. Sie war zudem als Darstellerin in Nebenrollen in dem Fernsehfilm Fette Welt sowie der Folge Verrat aus der Fernsehreihe Tatort zu sehen. 
1995 moderierte sie die Talkshow frank und frei im Bayerischen Fernsehen.
Katz wurde 1992 mit dem Ernst-Hoferichter-Preis ausgezeichnet.
Katz war bis zu dessen Tod 1988 23 Jahre mit dem Schauspieler Sigfrit Steiner verheiratet.
Erst im Januar 2013 wurde bekannt, dass Katz am 31. Dezember 2011 verstorben war.
Ihre Grabstätte ist auf dem Friedhof in Volkach am Main.

## Filmografie

### Drehbuch
- 1968: Das Kriminalmuseum – Die Postanweisung
- 1977: Zeit der Empfindsamkeit
- 1982: Dr. Margarete Johnsohn
- 1985: Die Geschichte vom guten alten Herrn und dem schönen Mädchen

### Darstellerin
- 1998: Fette Welt
- 2002: Tatort – Verrat